# Liste der Stolpersteine in Guben

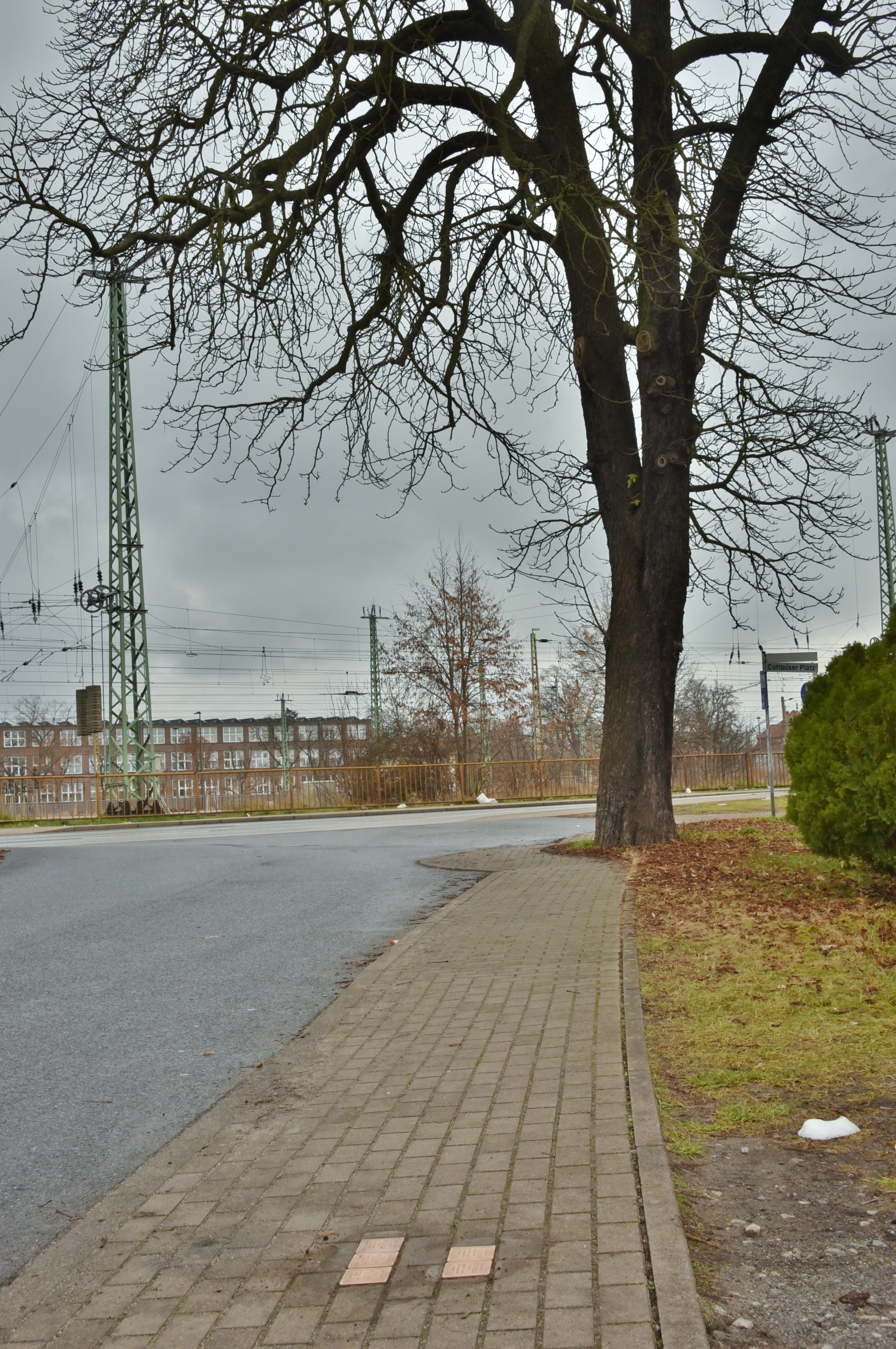
Stolpersteine in Guben

Die Liste der Stolpersteine in Guben enthält die Stolpersteine, die vom Kölner Künstler Gunter Demnig in der brandenburgischen Stadt Guben verlegt wurden. Stolpersteine erinnern an das Schicksal der Menschen, die von den Nationalsozialisten ermordet, deportiert, vertrieben oder in den Suizid getrieben wurden. Sie liegen im Regelfall am letzten selbstgewählten Wohnsitz des Opfers.

## Naemi-Wilke-Stift
Der Naemi-Wilke-Stift wurde 1878 gegründet. Seit 1898 gab es einen Bau, der sich der Behindertenarbeit widmete. Hier lebten Mädchen und Frauen, wurden gefördert und gingen Tätigkeiten nach. 1940 wohnten  insgesamt 50 Mädchen und Frauen mit Behinderungen im Stift. Am 30. Mai 1940 wurden 32 von ihnen mit Transportbussen nach Brandenburg an der Havel überstellt und in der Landesanstalt Görden ermordet. Ursprünglich hätten alle Bewohner abtransportiert und Opfer der Aktion T-4 werden sollen, doch ein Transportbus fiel aus. 16 weitere Bewohnerinnen wurden bis Herbst 1941 abtransportiert, nur vier konnten durch ein „ausdrückliches Gesuch“ vor der Verlegung und Ermordung bewahrt werden. Neun Opfern der Aktion zur Vernichtung „lebensunwerten Lebens“  wurden Stolpersteine gewidmet, ein weiterer Stolperstein erinnert an die Diakonisse Maria Oppenheimer.

## Stolpersteine
In Guben wurden 23 Stolpersteine an sechs Adressen verlegt.
Die Tabelle ist teilweise sortierbar; die Grundsortierung erfolgt alphabetisch nach dem Familiennamen.
| Stolperstein | Inschrift                                                                                                  | Verlegeort        | Name, Leben |
| ------------ | --- | ----------------- | --- |
|              | HIER WOHNTE ARTHUR ENGEL JG. 1873 DEPORTIERT 1941 ŁODZ ERMORDET MAI 1942 IN CHELMNO                        |                   | Arthur Engel |
|              | HIER WOHNTE HERMINE ENGEL JG. 1883 DEPORTIERT 1941 ŁODZ ERMORDET MAI 1942 IN CHELMNO                       |                   | Hermine Engel |
|              | HIER LEBTE JOHANNA ENGEL JG. 1929 ABTRANSPORT 30.5.1940 TOT IN HEILANSTALT BRANDENBURG-HAVEL T4-AKTION     | Naemi-Wilke-Stift | Johanna Engel wurde 1929 geboren. Sie lebte im Naemi-Wilke-Stift. Johanna Engel wurde am 30. Mai 1940 mit einem Transportbus in die Landesanstalt Görden überstellt und dort ermordet.         |
|              | HIER LEBTE ANNEMARIE GERHARD JG. 1928 ABTRANSPORT 30.5.1940 TOT IN HEILANSTALT BRANDENBURG-HAVEL T4-AKTION | Naemi-Wilke-Stift | Annemarie Gerhard wurde 1928 geboren. Sie lebte im Naemi-Wilke-Stift. Annemarie Gerhard wurde am 30. Mai 1940 mit einem Transportbus in die Landesanstalt Görden überstellt und dort ermordet. |
|              | HIER LEBTE MARGARETE JANZEN JG. 1905 ABTRANSPORT 30.5.1940 TOT IN HEILANSTALT BRANDENBURG-HAVEL T4-AKTION  | Naemi-Wilke-Stift | Margarete Janzen wurde 1905 geboren. Sie lebte im Naemi-Wilke-Stift. Margarete Janzen wurde am 30. Mai 1940 mit einem Transportbus in die Landesanstalt Görden überstellt und dort ermordet.   |
|              | HIER WOHNTE DORIS KAPLAN JG. 1931 DEPORTIERT 1942 GHETTO WARSCHAU ERMORDET                                 |                   | Doris Kaplan |
|              | HIER WOHNTE ELISABETH KAPLAN JG. 1904 DEPORTIERT 1942 GHETTO WARSCHAU ERMORDET                             | Naemi-Wilke-Stift | Elisabeth Kaplan |
|              | HIER LEBTE IRMGARD KLOSE JG. 1906 ABTRANSPORT 30.5.1940 TOT IN HEILANSTALT BRANDENBURG-HAVEL T4-AKTION     | Naemi-Wilke-Stift | Irmgard Klose wurde 1906 geboren. Sie lebte im Naemi-Wilke-Stift. Irmgard Klose wurde am 30. Mai 1940 mit einem Transportbus in die Landesanstalt Görden überstellt und dort ermordet.         |
|              | HIER WOHNTE ADOLF LEUBUSCHER JG. 1887 DEPORTIERT 1943 ERMORDET IN AUSCHWITZ                                |                   | Adolf Leubuscher |
|              | HIER WOHNTE EDITH LEUBUSCHER JG. 1896 DEPORTIERT 1943 ERMORDET IN AUSCHWITZ                                |                   | Edith Leubuscher |
|              | HIER LEBTE EDITH LINKE JG. 1927 ABTRANSPORT 30.5.1940 TOT IN HEILANSTALT BRANDENBURG-HAVEL T4-AKTION       | Naemi-Wilke-Stift | Edith Linke wurde 1927 geboren. Sie lebte im Naemi-Wilke-Stift. Edith Linke wurde am 30. Mai 1940 mit einem Transportbus in die Landesanstalt Görden überstellt und dort ermordet.             |
|              | HIER WOHNTE HELMUT LISSNER JG. 1895 DEPORTIERT AUSCHWITZ ERMORDET OKT.1944                                 |                   | Helmut Lissner |
|              | HIER WOHNTE GUSTAV MARCUS JG. 1856 DEPORTIERT 1942 TOT IN THERESIENSTADT                                   |                   | Gustav Marcus |
|              | HIER LEBTE ELISABETH MARTINA JG. 1915 ABTRANSPORT 30.5.1940 TOT IN HEILANSTALT BRANDENBURG-HAVEL T4-AKTION | Naemi-Wilke-Stift | Elisabeth Martina wurde 1915 geboren. Sie lebte im Naemi-Wilke-Stift. Elisabeth Martina wurde am 30. Mai 1940 mit einem Transportbus in die Landesanstalt Görden überstellt und dort ermordet. |
|              | HIER WOHNTE ALFRED MENDELSOHN JG. 1902 DEPORTIERT AUSCHWITZ ERMORDET 3.5.1943                              |                   | Alfred Mendelsohn |
|              | HIER WOHNTE DAVID MENDELSOHN JG. 1868 DEPORTIERT 1942 MAUTHAUSEN ERMORDET 1.10.1942                        |                   | David Mendelsohn |
|              | HIER WOHNTE WILLY MENDELSOHN JG. 1904 DEPORTIERT 1943 ERMORDET IN AUSCHWITZ                                |                   | Willy Mendelsohn |
|              | HIER WOHNTE GERTRUD MILLER JG. UNBEKANNT DEPORTIERT 1942 GHETTO WARSCHAU ERMORDET                          |                   | Gertrud Miller |
|              | HIER WOHNTE GUSTAV MILLER JG. 1872 DEPORTIERT 1942 GHETTO WARSCHAU ERMORDET                                |                   | Gustav Miller |
|              | HIER LEBTE MARIA OPPENHEIMER JG. 1907 DIAKONISSE 1926-1941 DEPORTIERT GHETTO WARSCHAU ???                  |                   | Maria Oppenheimer |
|              | HIER LEBTE MARTHA PLÜMKE JG. 1921 ABTRANSPORT 30.5.1940 TOT IN HEILANSTALT BRANDENBURG-HAVEL T4-AKTION     |                   | Martha Plümke wurde 1921 geboren. Sie lebte im Naemi-Wilke-Stift. Martha Plümke wurde am 30. Mai 1940 mit einem Transportbus in die Landesanstalt Görden überstellt und dort ermordet.         |
|              | HIER LEBTE LYDIA RAU JG. 1921 ABTRANSPORT 30.5.1940 TOT IN HEILANSTALT BRANDENBURG-HAVEL T4-AKTION         |                   | Lydia Rauwurde 1921 geboren. Sie lebte im Naemi-Wilke-Stift. Lydia Rau wurde am 30. Mai 1940 mit einem Transportbus in die Landesanstalt Görden überstellt und dort ermordet.                  |
|              | HIER LEBTE LUISE STAFFELD JG. 1884 ABTRANSPORT 30.5.1940 TOT IN HEILANSTALT BRANDENBURG-HAVEL T4-AKTION    | Naemi-Wilke-Stift | Luise Staffeld wurde 1884 geboren. Sie lebte im Naemi-Wilke-Stift. Luise Staffeld wurde am 30. Mai 1940 mit einem Transportbus in die Landesanstalt Görden überstellt und dort ermordet.       |